# Jadwiga Zakrzewska
Jadwiga Teresa Zakrzewska z domu Stępińska (ur. 4 listopada 1950 w Płońsku) – polska polityk, posłanka na Sejm III, V, VI i VII kadencji, w 2001 wiceminister obrony.

## Życiorys
Z wykształcenia technik ekonomista, w 2008 uzyskała tytuł zawodowy magistra z zakresu bezpieczeństwa narodowego na Akademii Obrony Narodowej. W latach 70. i 80. pracowała w urzędzie miasta i gminy Zakroczym oraz PSS Społem.
W 1980 wstąpiła do „Solidarności”, pełniła funkcję sekretarza związku w Nowym Dworze Mazowieckim. W 1989 została powołana na stanowisko przewodniczącego Komitetu Obywatelskiego w tym mieście. Rok później objęła urząd burmistrza, który zajmowała do 1994.
W latach 1990–1997 należała do Porozumienia Centrum. W 1997 uzyskała mandat posłanki III kadencji z listy Akcji Wyborczej Solidarność. Wstąpiła do Ruchu Społecznego AWS. Zrezygnowała z mandatu w kwietniu 2001 w związku z objęciem stanowiska podsekretarza stanu w Ministerstwie Obrony Narodowej. W tym samym roku kandydowała do Sejmu z listy AWSP, która nie osiągnęła progu wyborczego dla koalicji. Odeszła następnie z zajmowanej funkcji rządowej.
W 2005 została wybrana do Sejmu V kadencji z ramienia Platformy Obywatelskiej. W wyborach parlamentarnych w 2007 po raz trzeci uzyskała mandat poselski. Kandydując z listy PO w okręgu podwarszawskim, otrzymała 7593 głosów. W wyborach w 2011 z powodzeniem ubiegała się o reelekcję z wynikiem 11 383 głosy. W 2015 nie została ponownie wybrana do Sejmu. W 2018 z listy Koalicji Obywatelskiej uzyskała mandat radnej sejmiku mazowieckiego VI kadencji; nie odnowiła go w kolejnych wyborach w 2024.

## Odznaczenia
- Złoty Medal „Za zasługi dla obronności kraju” – 2010[4]
- Medal Honorowy za zasługi dla Żandarmerii Wojskowej – 2012[5]
- Medal „Za zasługi dla Stowarzyszenia Kombatantów Misji Pokojowych ONZ”
- Order Honoru – Gruzja, 2011[6]